# Vance Drummond
Vance Drummond,DFC, AFC (22 de febrero de 1927 - 17 de mayo de 1967) fue un aviador australiano nacido en Nueva Zelanda, que participó en los conflictos bélicos de Corea y Vietnam. Inicialmente sirvió en las fuerzas armadas de Nueva Zelanda, pero se unió a la Real Fuerza Aérea Australiana en 1949 y se graduó como sargento piloto en 1951. Destinado al Escuadrón N.º 77 en Corea, pilotó aviones de combate Gloster Meteor y fue condecorado con la Medalla Aérea de EE. UU. por sus habilidades en combate. Fue derribado por un Mikoyan-Gurevich MiG-15 en diciembre de 1951 y estuvo prisionero durante casi dos años. Al regresar a Australia, comenzó a pilotar aviones CAC Sabre y en diciembre de 1961 ascendió a comandante de vuelo en el Escuadrón N.º 75; más tarde lideró el equipo acrobático Black Diamonds del escuadrón y recibió la Cruz de la Fuerza Aérea en 1965.
Drummond fue promovido a comandante interino de ala en diciembre de 1965 y fue enviado a Vietnam del Sur en una función de personal de la Fuerza Aérea de los Estados Unidos. Se unió al 19º Escuadrón de Apoyo Aéreo Táctico de la Fuerza Aérea de EE. UU., donde operaba aviones Cessna Bird Dog como controlador aéreo avanzado a partir de julio de 1966. En ese mismo mes, recibió la Cruz de Vuelo Distinguido por su papel en el rescate de una compañía de soldados rodeada por las fuerzas del Viet Cong. En octubre, le otorgaron la Cruz de la Gallardía de Vietnam del Sur con Estrella de Plata. Drummond asumió el liderazgo del No. 3 Escuadrón, pilotando cazas supersónicos Dassault Mirage IIO desde Williamtown, Nueva Gales del Sur, en febrero de 1967. Lamentablemente, su Mirage se estrelló en el mar durante un ejercicio de entrenamiento el 17 de mayo; ni Drummond ni la aeronave fueron encontrados.

## Primeros años y servicio militar de Nueva Zelanda
Vance Drummond, nacido el 22 de febrero de 1927 en Hamilton (Nueva Zelanda). Era el tercer hijo de Leonard Henry Vance Drummond y Dorothy Josephine May, cuyo apellido de soltera era McKnight. Criado junto a tres hermanos y dos hermanas, su educación en Hamilton y Te Awamutu se vio interrumpida para trabajar en la tierra con su padre. En mayo de 1944, se enlistó en la Real Fuerza Aérea de Nueva Zelanda (RNZAF) y se formó como navegante, completando su formación en septiembre de 1945 y siendo dado de baja como sargento en octubre. En marzo de 1946, se unió a las Fuerzas Militares de Nueva Zelanda y en julio fue asignado a J Force, la contribución neozelandesa a la Fuerza de Ocupación de la Commonwealth Británica en Japón.
Después de regresar a Nueva Zelanda en octubre de 1948, Drummond intentó unirse a la Real Fuerza Aérea de Nueva Zelanda (RNZAF) como piloto en formación, pero fue considerado demasiado mayor para ello. En cambio, logró ser aceptado en la Real Fuerza Aérea Australiana (RAAF) y se alistó en agosto de 1949. Su hermano Frederick Agnew Vance Drummond (1921-1941) había fallecido en servicio activo en la RAAF durante la Segunda Guerra Mundial.

## Entrenamiento de vuelo de la RAAF y Guerra de Corea

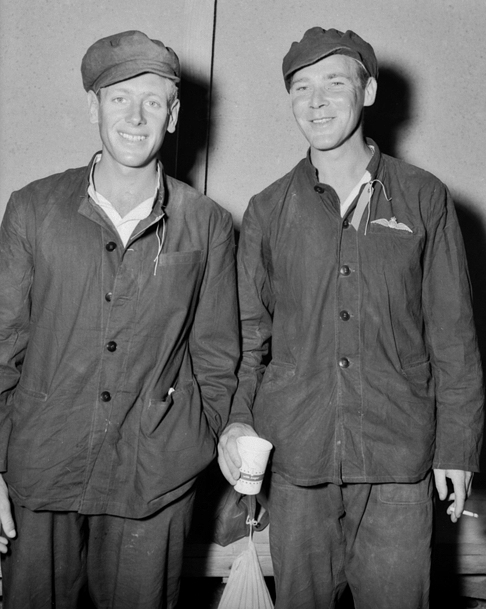
Drummond (izquierda) y su compañero piloto Bruce Thomson con los uniformes que usaron durante el cautiverio en Corea del Norte, septiembre de 1953.

El 23 de octubre de 1950, mientras era estudiante de la Escuela de entrenamiento de vuelo n.° 1 de la RAAF en Point Cook (Victoria), Drummond abandonó su CAC Wirraway en el lago Corangamite durante un ejercicio de bajo nivel. Se encontraba a una altitud de 200 pies (60 m) cuando intentaba ajustar su brújula y, por accidente, empujó hacia adelante la columna de control, lo que resultó en que el Wirraway se precipitara y chocara contra el agua. Drummond permaneció en el avión flotando durante dos horas hasta que fue rescatado por un barco. Tras la investigación de la RAAF, se determinó que, aunque técnicamente Drummond fue responsable, la superficie "vidriosa" del agua y la ubicación incómoda de la brújula en el Wirraway fueron los principales factores de su "incidente acuático". A pesar de ser considerado un estudiante por encima del promedio, no recibió sanciones disciplinarias por su error.
Después de graduarse primero en su clase en febrero de 1951, Drummond fue destinado al Ala No. 78 de la RAAF como sargento piloto. El ala operaba Mustangs P-51 norteamericanos y Vampiros De Havilland desde Williamtown, Nueva Gales del Sur. En agosto, Drummond fue colocado en el Escuadrón N.º 77 de la RAAF, con base en Kimpo (Corea del Sur). El escuadrón había entrado en acción una semana después del estallido de la Guerra de Corea en junio de 1950 y recientemente había convertido sus Mustang en aviones de combate Gloster Meteor. Los aliados chinos de Corea del Norte operaron el Mikoyan-Gurevich MiG-15 soviético, que superó a todos los demás cazas en el teatro excepto al nuevo F-86 Sabre norteamericano.
Frecuentemente, los MiG eran tripulados por pilotos experimentados de la fuerza aérea soviética, cuyo despliegue no era reconocido oficialmente y fue negado en aquel momento por la Unión Soviética. Durante los primeros meses de operación del Meteor, el Escuadrón 77 realizó misiones ofensivas a lo largo del río Yalu en conjunto con los Sabres de la Fuerza Aérea de los Estados Unidos, además de llevar a cabo escoltas de bombarderos y patrullas aéreas de combate.
Drummond fue recomendado para la Medalla Aérea de EE. UU. por "coraje, agresividad, habilidad táctica y devoción" en operaciones desde 1 Septiembre al 28 Octubre de 1951. Fue comisionado como oficial piloto en prueba el 30 Noviembre. En 1 En diciembre, estaba entre una formación de doce Meteoros atacados por una fuerza superior de MiGs pilotados por los soviéticos; tres Meteoros, incluido el de Drummond, fueron derribados. Expulsó pero fue capturado por los norcoreanos y encarcelado en un campo de prisioneros de guerra. Drummond y otros cuatro prisioneros escaparon del campo en abril de 1952, pero fueron recapturados dos días después. Los norcoreanos golpearon a Drummond y a otro fugitivo, y enjuiciaron a los cinco; Drummond fue sentenciado a un mes de prisión. Fue ascendido a oficial de vuelo el 30 Noviembre. Un armisticio puso fin a los combates el 27 julio de 1953, pero el intercambio de prisioneros se prolongó durante varias semanas. Drummond fue lanzado el 1 Septiembre y repatriado a Australia poco después. Su concesión de la Medalla del Aire de EE.UU. fue confirmada el 30 de octubre de 1953 y promulgada en la Commonwealth of Australia Gazette el 5 Noviembre.

## Piloto de sable

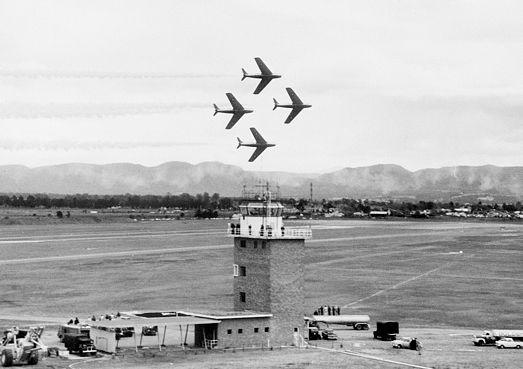
El equipo acrobático Black Diamonds de la RAAF

Después de regresar a Australia, Drummond emprendió el Curso de Navegación Avanzada No. 8. En abril de 1954, fue uno de los seis navegantes que realizaron un vuelo de graduación desde East Sale en Victoria, sede de la Escuela de Navegación Aérea de la RAAF, a Nueva Zelanda en bombarderos Avro Lincoln. Luego fue destinado a tareas de vuelo con la Unidad de Entrenamiento Operacional No. 2 (OTU) en Williamtown, donde completó el Curso No. 3 de Instructores de Combate de Cazas. Drummond fue miembro fundador de Sabre Trials Flight, establecido en noviembre de 1954 como parte de la OTU No. 2 bajo el mando del comandante de ala Dick Cresswell, ex oficial al mando del Escuadrón No. 77 en Corea. El CAC Sabre fue el primer avión transónico de ala en flecha de la RAAF; perteneciente al Trials Flight era, según la historia oficial de la RAAF de posguerra, "el máximo símbolo de estatus de la Fuerza Aérea". Drummond fue ascendido a teniente de vuelo el 30 Mayo de 1955. el 9 En septiembre se casó con Margaret Buckham, una asistente legal, en la Iglesia Anglicana de San Pedro, Newcastle; la pareja tuvo un hijo.
En febrero de 1959, Drummond fue asignado al Comando Operativo del Cuartel General, ubicado en Glenbrook, Nueva Gales del Sur. De enero a diciembre de 1961, emprendió el Curso No. 15 en el RAAF Staff College de Canberra. Luego se unió al Escuadrón No. 75 como comandante de vuelo y fue ascendido a líder de escuadrón el 1 enero de 1962. El Escuadrón 75 operaba Sabres y era la sede del equipo de exhibición acrobática Black Diamonds, que aparecía con frecuencia en eventos en Australia y sus territorios; Drummond fue nombrado líder del equipo en octubre de 1962. También jugó un papel importante en los ejercicios de movilidad de escuadrones.  Drummond fue destinado al personal del Departamento del Aire en Canberra en diciembre de 1964. En 1 En enero de 1965, recibió la Cruz de la Fuerza Aérea por su "lealtad y devoción al deber, además de un muy alto sentido de responsabilidad" mientras servía en el Escuadrón No. 75.

## guerra de Vietnam

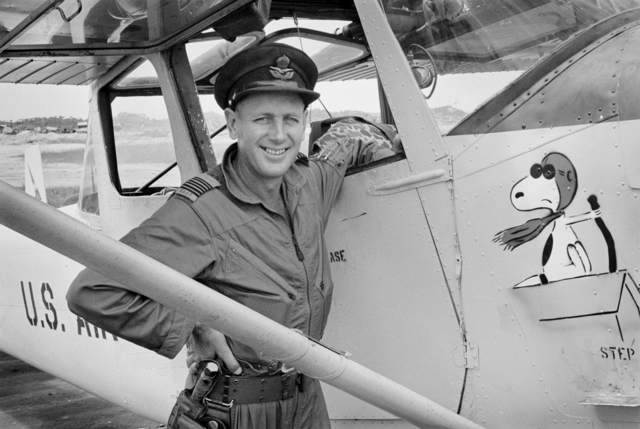
Drummond con "Snoopy", el Cessna Bird Dog de la USAF que voló como controlador aéreo avanzado en Vietnam, agosto de 1966.

Drummond fue ascendido a comandante interino del ala el 16 Diciembre de 1965 y destinado a Vietnam del Sur en el personal de la Segunda División Aérea de la Fuerza Aérea de los Estados Unidos (USAF). Con base en Saigón, debía observar los métodos estadounidenses de transporte aéreo, reconocimiento, ataque terrestre y defensa aérea.  En julio de 1966, aparentemente a instancias propias, según la historia oficial de la RAAF en la Guerra de Vietnam, se unió al 19º Escuadrón de Apoyo Aéreo Táctico como controlador aéreo avanzado (FAC); Voló en un avión biplaza Cessna Bird Dog llamado "Snoopy ". Drummond fue el primero de varios FAC de la RAAF adjuntos a la USAF durante la guerra. El puesto en la FAC fue muy apreciado por los pilotos de combate de la RAAF, ya que de otro modo tenían pocas oportunidades de servir en Vietnam. Su función era volar a baja altura sobre territorio enemigo, detectar misiones de ataque terrestre y comprobar el resultado. La naturaleza del trabajo significó que, según la historia oficial de la fuerza aérea de la posguerra, "las FAC tuvieron probablemente el trabajo más peligroso de cualquier tripulación aérea de la RAAF en la guerra".
En la tarde del 24 de julio de 1966, tras haber realizado vuelos ese día, Drummond y su copiloto estadounidense recibieron la orden de asistir a una compañía de soldados que se encontraban sitiados por tropas del Viet Cong. Durante toda la noche y hasta las primeras horas de la mañana siguiente, bajo intenso fuego antiaéreo, identificaron posiciones enemigas y coordinaron el apoyo aéreo hasta que llegaron helicópteros con tropas amigas para rescatar a la compañía rodeada. Al concluir la misión, la tripulación del Bird Dog había volado durante once horas en múltiples incursiones.  Drummond fue recomendado para la Cruz Voladora Distinguida (DFC) por su "valentía excepcional y devoción desinteresada al deber". Durante una operación en septiembre, Drummond lideró a una patrulla estadounidense en un encuentro con una fuerza del Viet Cong; los soldados estadounidenses capturaron la bandera enemiga y se la entregaron a Drummond. Este la envió a Australia, donde su esposa y un representante del Jefe del Estado Mayor Aéreo la presentaron en el Memorial de Guerra Australiano en Canberra. Drummond recibió la Cruz de la Gallardía de Vietnam del Sur con Estrella de Plata por una misión el 27 Octubre. Terminó su período de servicio con la USAF en Vietnam el mes siguiente, después de haber realizado 381 incursiones.

## Accidente mortal y tribunal de instrucción

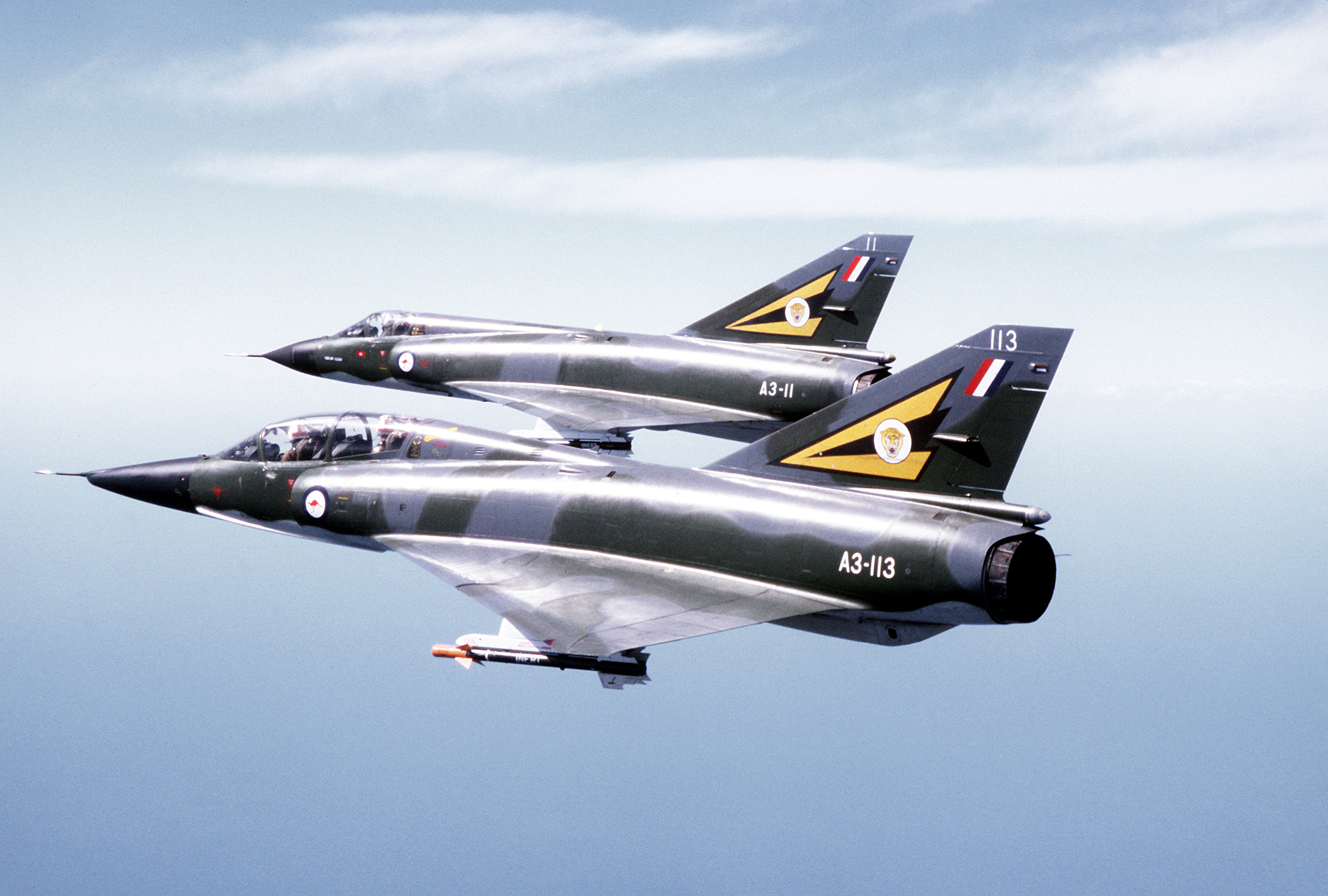
Mirage III de la OCU No. 2 (en la foto de 1980)

El rango interino de comandante de ala de Drummond se volvió sustancial el 1 Enero de 1967. Tomó el mando del escuadrón en 3 Febrero. Recientemente regresada a Williamtown después de su servicio en Butterworth, Malasia, la unidad debía convertirse de Sabres a cazas supersónicos Dassault Mirage IIIO.  Drummond emprendió el Curso Mirage No. 9 con la Unidad de Conversión Operacional (OCU) No. 2, a partir del 10 de abril. Durante una maniobra de combate a gran altitud con otros tres Mirage el 17 de mayo, su aeronave se precipitó en el mar aproximadamente a 50 millas náuticas (92,6 km) al noreste de Williamtown. En este incidente, Drummond no emitió ninguna señal de alerta y no se detectaron fallas estructurales evidentes en el avión. A pesar de los esfuerzos de búsqueda de los otros Mirage en la zona, solo encontraron una mancha de petróleo. Posteriormente, se realizó una extensa búsqueda por aire y mar durante varios días, pero lamentablemente no se logró localizar ni a Drummond ni a su aeronave.
El comité de investigación del accidente examinó varias posibles causas, como problemas en el motor, fallas en el sistema de oxígeno y la capacidad del piloto. Determinaron que el Mirage estaba en buen estado antes del vuelo. Además, se evaluó la destreza de vuelo y la condición física de Drummond. Se destacó que era un piloto por encima del promedio con "notables habilidades de liderazgo", según evaluaciones de su carrera y de la Fuerza Aérea de los Estados Unidos durante su reciente servicio en Vietnam. Su médico confirmó que cuatro meses antes había sido evaluado completamente y considerado apto para volar sin restricciones.
Durante la investigación, Margaret Drummond declaró que en las últimas seis semanas su esposo había experimentado fuertes dolores de cabeza, visión doble, dolor de pecho y acidez estomacal. En respuesta, el médico sugirió que Drummond podría haber sufrido un ataque cardíaco en pleno vuelo, explicando que un problema cardíaco manejable en tierra podría agravarse en condiciones de vuelo, impidiendo al piloto utilizar la radio. El comité concluyó que un ataque cardíaco era la explicación más probable del accidente; el oficial a cargo de la operación aérea consideró que era "razonable suponer que la causa estaba relacionada con la incapacidad del piloto".  Más tarde ese año, el ex presidente del Comité de Jefes de Estado Mayor, el mariscal jefe del aire Sir Frederick Scherger, fue citado diciendo que "parecía el colapso de un piloto". El comodoro aéreo Mark Lax, escribiendo en la revista Aviation Safety Spotlight del Departamento de Defensa en 2017, consideró que Drummond estaba "en camino de convertirse en Jefe del Estado Mayor Aéreo" y especuló que podría haber guardado silencio sobre sus síntomas para evitar restricciones. en volar.
El comandante de ala Jake Newham sucedió a Drummond como oficial al mando del Escuadrón No. 3. La condecoración de Drummond se publicó en el Boletín Oficial el 26 de septiembre de 1967, con efecto retroactivo al 14 de septiembre.[44] Margaret Drummond, acompañada por el hijo de la pareja, recibió la condecoración en la Casa de Gobierno de Canberra, en abril del año siguiente.
En 2013 y 2014, los periódicos locales informaron sobre los planes para salvar el Wirraway que Drummond había abandonado en el lago Corangamite en 1950. En agosto de 2021, se utilizó un pórtico especialmente diseñado para sacar el fuselaje del Wirraway del lago.